# Olympia Fields
Olympia Fields és una població dels Estats Units a l'estat d'Illinois. Segons el cens del 2000 tenia 4.732 habitants.

## Demografia
Segons el cens del 2000, Olympia Fields tenia 4.732 habitants, 1.696 habitatges, i 1.380 famílies. La densitat de població era de 643,3 habitants/km².
Dels 1.696 habitatges en un 28,8% hi vivien nens de menys de 18 anys, en un 71,8% hi vivien parelles casades, en un 7,2% dones solteres, i en un 18,6% no eren unitats familiars. En el 15,8% dels habitatges hi vivien persones soles el 9,5% de les quals corresponia a persones de 65 anys o més que vivien soles. El nombre mitjà de persones vivint en cada habitatge era de 2,75 i el nombre mitjà de persones que vivien en cada família era de 3,07.
Per edats la població es repartia de la següent manera: un 23,1% tenia menys de 18 anys, un 5,4% entre 18 i 24, un 19,5% entre 25 i 44, un 32,9% de 45 a 60 i un 19,1% 65 anys o més.
L'edat mediana era de 46 anys. Per cada 100 dones de 18 o més anys hi havia 89,2 homes.
La renda mediana per habitatge era de 94.827 $ i la renda mediana per família de 100.121 $. Els homes tenien una renda mediana de 62.170 $ mentre que les dones 46.435 $. La renda per capita de la població era de 46.698 $. Aproximadament el 3,1% de les famílies i el 4,6% de la població estaven per davall del llindar de pobresa.

## Poblacions properes
El següent diagrama mostra les poblacions més properes.